# Muck (film)
Muck è un film del 2015 diretto, scritto e prodotto da Steve Wolsh. Venne presentato in anteprima mondiale il 26 febbraio 2015 al The Playboy Mansion e ha ricevuto una limitata distribuzione cinematografica il 13 marzo dello stesso anno, seguito da un rilascio video on demand il 17 marzo. È interpretato da Lachlan Buchanan, dalla Playmate dell'anno 2012 di Playboy Jaclyn Swedberg, da Stephanie Danielson, dalla star di YouTube Lauren Francesca e da Kane Hodder. Il finanziamento per Muck è stato parzialmente raccolto attraverso una campagna Kickstarter di successo che ha raccolto 266.325 dollari.

## Trama
Dopo essere scappato per un pelo da un antico cimitero, situato in mezzo alle paludi di Capo Cod, un gruppo di amici, lacero e sanguinante, giunge ad una casa per le vacanze deserta. Qualunque cosa fosse nella palude li sta ancora seguendo e dopo che uno di loro va in cerca di aiuto, il resto del gruppo scopre che qualcosa di peggiore e più selvaggio è in agguato casa. Gli sfortunati giovani si ritrovano a dover trascorre la loro festa di San Patrizio intrappolati tra due mali.

## Produzione
Muck è stato girato interamente in location a Capo Cod, Massachusetts, ed esclusivamente di notte.
Nonostante un basso budget di appena 250.000 dollari, il film è stato girato completamente su Red Epic in 4K Ultra HD.

## Accoglienza
La sfacciata sessualità di Muck ha polarizzato pubblico e critica, ma il film ha comunque ricevuto una grande distribuzione. Come ha detto un recensore, "contro ogni previsione" la Anchor Bay Entertainment ha distribuito il film. Il film horror indipendente è stato molto atteso e ampiamente recensito, anche dai revisori del Los Angeles Times, The Village Voice, Bloody Disgusting e The Fright File.
Mentre i critici generalmente concordavano sul fatto che la sessualità palese del film fosse un tentativo per Muck di essere "un ritorno all'orrore della vecchia scuola", le recensioni furono contrastanti, poiché alcuni critici trovarono che l'attenzione di Muck sul sesso distraeva ma ha elogiato l'aspetto del film e il lavoro di ripresa. Altri hanno visto i personaggi poco vestiti del film come un'attrazione. Ain't It Cool News ha scritto "Sottile quanto uno spogliarellista in chiesa, non aspettarti che il tuo cervello venga stimolato, ma altre aree (in particolare il tuo fegato e sotto) sono destinate a essere rimbombate quando guadagni MUCK."
Su Rotten Tomatoes, il film ha uno 0% di approvazione sulla base di 7 recensioni.

## Colonna sonora
La colonna sonora di Muck contiene 20 tracce originali ed è un misto di rock, blues e country. La colonna sonora originale è stata composta da Dan Marschak e Miles Senzaki.

## Sequel
Il film era stato concepito come il primo film di una trilogia e doveva essere seguito da Muck: Chapter 1, che avrebbe però funto da prequel agli eventi del film. Tuttavia ad oggi il film non è stato ancora realizzato e sembra che il progetto sia stato anche cancellato.

## Citazioni cinematografiche
- La frase "There's no place like home" ("Nessun posto è bello come casa") citata nel film è una citazione da Il mago di Oz (1939).
- In un dialogo del film viene menzionato il personaggio di Ian Solo di Guerre stellari.
- In un dialogo del film viene menzionato il film La storia fantastica (1987).
- In una scena del film viene visto il poster del film Know Models Were Harmed.